# Richland Township (comté de Putnam, Missouri)
Richland Township est un ancien township, situé dans le comté de Putnam, dans le Missouri, aux États-Unis,.